# Transfermarkt.de
transfermarkt.de és una pàgina web esportiva d'Alemanya de les més grans per a temes futbolístics, darrere de kicker.de i la pàgina web de la DFL. La web figura entre les 25 pàgines web visitades més sovint a Alemanya segons l'IVW. La pàgina web va ser fundada el maig de 2000 per Matthias Seidel. Les versions internacionals transfermarkt.at i transfermarkt.ch s'engegaren el novembre de 2007. El gener de 2008 El setembre de 2008 l'Axel Springer AG amb un 51 percent es quedà amb la majoria de la pàgina web. El propietari sol anterior Seidel conservava un 49 per cent de la web. A partir de gener de 2009 es creà la versió anglòfona transfermarkt.co.uk i poc després d'això al febrer d'aquell any transfermarkt.tv es fundà, una web en què es conviden regularment jugadors professionals i on es parla de temes futbolístics actuals. El juliol de 2010 la versió italiana transfermarkt.it va ser fundada. Ja a l'agost es creà la plataforma femenina soccerdonna.de i 2 mesos més tard es va crear la versió turca transfermarkt.com.tr.